# スタンダード (マジック:ザ・ギャザリング)
スタンダードは、マジック:ザ・ギャザリングのフォーマット（大会ルール）のひとつである。
2023年のルールでは、最近発表された9～12のエキスパンションと基本セットに属する(一部例外あり、後述)のカードを使うことができる。
使用するカードセットが入手しやすいことから初心者にも向いている形式であり、日本含めほとんどの国で主流となっている。
しかし2023年のコラムでは、パイオニアやモダンは人口が増え続け、MTGアリーナではスタンダードが一番プレイされているのに対して、テーブルトップ(紙)のスタンダードが取り残されているとされており、さまざまな施策が講じられた。

## 使用可能なカード
2024年7月26日から(Magic Onlineでは同日から、Magic: The Gathering Arenaでは同年7月30日から)、スタンダードで使用可能なのは、以下のカードセットのブースターパック、BOX購入特典、番外カードに属するカードである。
- 団結のドミナリア
- 兄弟戦争
- ファイレクシア：完全なる統一
- 機械兵団の進軍
- 機械兵団の進軍：決戦の後に
- エルドレインの森
- イクサラン：失われし洞窟
- カルロフ邸殺人事件
- サンダー・ジャンクションの無法者
- ブルームバロウ

ただしブースターパックから出てくるカードでも下記のカードは、スタンダードでは同名のカードが使用可能でない限り使用できない。
- セット・ブースターおよびコレクター・ブースターから出現する統率者デッキ収録カード
- セット・ブースターおよびプレイ・ブースターから出現する特殊な再録カードである「ザ・リスト」のカード
- セット・ブースターおよびプレイ・ブースターから出現する「スペシャルゲスト」カード
- 各種ブースターから出現する「ボーナスシート」カード
  - 兄弟戦争の旧枠版アーティファクト・カード
  - 機械兵団の進軍の「多元宇宙の伝説」カード
  - エルドレインの森の「おとぎ話」カード
  - サンダー・ジャンクションの無法者の「速報」カード
- セット・ブースターおよびコレクター・ブースターから出現する「ユニバースビヨンドセット」
  - 兄弟戦争の「トランスフォーマー」カード
  - イクサラン：失われし洞窟の「ジュラシック・ワールド・コレクション」カード
- ファイレクシア・完全なる統一のボーダーレス法務官カード
- イクサラン：失われし洞窟の宝物ボックストッパーカード

## 禁止カード
2024年7月26日現在、スタンダードで禁止カードとして指定されているカードはない。

## スタンダードで使用可能なカードセットの変更
基本セット2010まで
スタンダードでは「最近発売されたセット」を使用するため、新しいカードセットの発売と共に使用できるカードが変更になる。
例年、基本セットは第4版～第7版までは4月、第8版～基本セット2010は7月の2年おきに発売され10月頃に大型エキスパンションセット（各独立型エキスパンションブロックの核となるセット）が発売されるため、それに準じ使用できるブロックが変更になる。これを一般にローテーションと呼ぶ。
例えば、2007年7月に『第10版』、10月に『ローウィン』が発売された。このセットがスタンダードで使用できるようになると同時にそれまで使用可能だった『ラヴニカブロック』に属する3つのセットがスタンダードで使用できなくなっている。
禁止カードの変更は、これらセットの変更とは独立して行われる。大抵の場合、ゲームバランスを大幅に崩すカードが指定されることになる。中には、スタンダードで使用可能になってわずか1ヶ月で使用禁止になってしまったカードもある。
基本セット2011から2015年（『マジック・オリジン』）まで
基本セットの発売間隔が1年おきへの変更と発売と同時のローテーションではなく翌年秋の大型エキスパンションセットの発売と同時に使用カードの変更が行われるようになった。
これにより基本セットの発売～秋の約2～3ヶ月間、基本セットが2つ存在する期間が発生するようになる。
2015年（『戦乱のゼンディカー』）から2017年（『霊気紛争』）まで
ブロック構造とスタンダードのルールの一部変更により、大型エキスパンションセットの発売が春と秋の2回になり、さらにその発売と同時にローテーションが行われるようになった。同時に『マジック・オリジン』を最後に、基本セットは(一度)廃止されると共に、1ブロックが2つのセットで構成されるようになった。
つまり使用カードの変更が、半年に1回起こるようになった。
2017年(『アモンケット』)から2023年(『機械兵団の進軍：決戦の後に』)まで
半年に1度のローテーションは、「スタンダードについて行くのが大変だ」というプレイヤーからの声があったため、2017年から春のローテーションが廃止され、使用可能なセットが3つのブロック(5～6セット)から4つのブロック(5～8セット)に変更された。
2018年の『ドミナリア』からはブロック制が廃止され、基本セットも復活したが、ローテーションの制度は変わっていない。
2023年の『ファイレクシア：完全なる統一』から、スタンダードで使用可能になる日が、製品の正式発売日ではなくプレリリース・イベントの開始日に変更された。ローテーションの制度は変わっていない。
2023年(『エルドレインの森』)から
スタンダードを「楽しいフォーマット」であることを取り戻すための一助として、『エルドレインの森』から、セットのローテーション落ちする期間が2年から3年に延長され、9～12のセットがスタンダードで使用できるようになった。